# Aequidens plagiozonatus
Aequidens plagiozonatus är en fiskart som beskrevs av Kullander, 1984. Aequidens plagiozonatus ingår i släktet Aequidens och familjen Cichlidae. Inga underarter finns listade i Catalogue of Life.